# El Carrizo
El Carrizo o la Villa Gustavo Díaz Ordaz es un pequeño pueblo localizado en el norte de Sinaloa, México. Fue fundada el 26 de octubre de 1967, debido a la población afectada por la construcción de la presa Josefa Ortiz de Domínguez "El Sabino". Actualmente es sede de su sindicatura homónima. En el censo 2010 del INEGI tenía una población total de 4926 habitantes.

## Demografía
Según el censo de 2010 realizado por el INEGI, El Carrizo tenía una población de 2424 hombres y 2502 mujeres, dando un total de 4926 habitantes.

## Clima
Su clima es generalmente húmedo cálido. La temperatura media anual es de 24.4 °C. Se registra una temperatura mínima anual de 16.7 °C y una máxima anual 37.1 °C, siendo la temporada más calurosa la que va de junio a septiembre. En el período de referencia, la precipitación pluvial promedio es 363 milímetros anuales, siendo los meses más lluviosos de julio a septiembre.
En el Plan de Desarrollo Urbano del Centro Poblado Gustavo Díaz Ordaz (El Carrizo) señala que la dirección de los vientos es NW durante la mayor parte del año, en agosto se combinan con dirección NE, de manera esporádica y como efecto de algún fenómeno meteorológico, la dirección del viento puede verse modificada al SE.
| Parámetros climáticos promedio de El Carrizo | Parámetros climáticos promedio de El Carrizo | Parámetros climáticos promedio de El Carrizo | Parámetros climáticos promedio de El Carrizo | Parámetros climáticos promedio de El Carrizo | Parámetros climáticos promedio de El Carrizo | Parámetros climáticos promedio de El Carrizo | Parámetros climáticos promedio de El Carrizo | Parámetros climáticos promedio de El Carrizo | Parámetros climáticos promedio de El Carrizo | Parámetros climáticos promedio de El Carrizo | Parámetros climáticos promedio de El Carrizo | Parámetros climáticos promedio de El Carrizo | Parámetros climáticos promedio de El Carrizo |
| Mes                                          | Ene.                                         | Feb.                                         | Mar.                                         | Abr.                                         | May.                                         | Jun.                                         | Jul.                                         | Ago.                                         | Sep.                                         | Oct.                                         | Nov.                                         | Dic.                                         | Anual                                        |
| -------------------------------------------- | -------------------------------------------- | -------------------------------------------- | -------------------------------------------- | -------------------------------------------- | -------------------------------------------- | -------------------------------------------- | -------------------------------------------- | -------------------------------------------- | -------------------------------------------- | -------------------------------------------- | -------------------------------------------- | -------------------------------------------- | -------------------------------------------- |
| Temp. máx. abs. (°C)                         | 35.5                                         | 34.5                                         | 38                                           | 41                                           | 42                                           | 45                                           | 44                                           | 45                                           | 43.5                                         | 43                                           | 41                                           | 35                                           | 45                                           |
| Temp. máx. media (°C)                        | 24.9                                         | 26.1                                         | 28.4                                         | 31.6                                         | 34.9                                         | 37.8                                         | 37.6                                         | 37                                           | 36.6                                         | 34.6                                         | 29.7                                         | 25.4                                         | 32.1                                         |
| Temp. media (°C)                             | 17.1                                         | 17.9                                         | 19.5                                         | 22                                           | 25.6                                         | 30.3                                         | 31.5                                         | 31.1                                         | 30.5                                         | 27.4                                         | 21.7                                         | 17.7                                         | 24.4                                         |
| Temp. mín. media (°C)                        | 9.3                                          | 9.7                                          | 10.6                                         | 12.5                                         | 16.4                                         | 22.8                                         | 25.4                                         | 25.2                                         | 24.4                                         | 20.1                                         | 13.7                                         | 10                                           | 16.7                                         |
| Temp. mín. abs. (°C)                         | -0.5                                         | 2                                            | 2.5                                          | 5                                            | 8                                            | 12                                           | 18                                           | 20                                           | 0.5                                          | 9                                            | 3.5                                          | -1                                           | -1                                           |
| Precipitación total (mm)                     | 20                                           | 12                                           | 4                                            | 1                                            | 1                                            | 7                                            | 73                                           | 99                                           | 81                                           | 30                                           | 14                                           | 20                                           | 363                                          |
| Fuente: Weatherbase                          |                                              |                                              |                                              |                                              |                                              |                                              |                                              |                                              |                                              |                                              |                                              |                                              |                                              |

## Educación

### Educación superior
- Escuela de Comercialización Agropecuaria del Valle del Carrizo (U.A.S.)

### Educación media superior
- Cobaes 06 Ing. José Hernández Terán
- Preparatoria U.A.S. Valle del Carrizo

## Educación secundaria
Cuenta con una escuela secundaria la cual se llama Escuela Secundaria Tecninca Num. 3.

## Educación primaria
Actualmente cuenta con dos primarias públicas, una particular, y una secundaria. las públicas son la escuela Emiliano Zapata y Jacinto Lopez Moreno. La particular se llama COMUNIDAD EDUCATIVA DEL VALLE DEL CARRIZO O COLEGIO SAN ISIDRO. 

## Educación guardería
Jardín de Niños Jesusita Neda.